# Ôsmy svetadiel
Ôsmy svetadiel je debutové studiové album, které v roce 1981 vydalo hudební vydavatelství Opus slovenské poprockové skupině Elán. V roce 1992 vyšlo album v reedici na CD, v hudebním vydavatelství Musica.

## Seznam skladeb

### Strana A
1. „Bláznivé hry“ (Patejdl/Jursa) – 2:01
2. „Koľko a čo za to“ – (Ráž/Filan) – 2:55
3. „Mláďatá“ (Patejdl/Filan) – 3:59
4. „Čakám ťa láska“ (Patejdl/Jursa) – 4:35
5. „Kaskadér“ (Patejdl/Zeman) – 3:52
6. „Belasý let“ (Patejdl/Jursa) – 3:36

### Strana B
1. „Mám chuť na niečo chladené“ (Z. Baláž/Jursa) – 2:34
2. „Chcel by som ti šepkať“ (Farkaš/Filan) – 4:52
3. „Spievam rock'n'roll si každý deň“ (Patejdl/Z. Baláž) – 3:19
4. „Ja viem“ (Patejdl/Jursa) – 3:55
5. „Ona je dokonalá“ (Jursa) – 3:28
6. „Ôsmy svetadiel“ (Ráž/Filan) – 4:08

## Sestava skupiny
- Jozef Ráž – basová kytara, vokály, zpěv (A1, A2, A4, B1 to B3, B5, B6)
- Zdeno Baláž – bicí nástroje, perkuse
- Juraj Farkaš – kytara, akustická kytara, vokály, zpěv (A6)
- Ján Baláž – kytara, akustická kytara, vokály
- Václav Patejdl ml. – klávesové nástroje, vokály, zpěv (A3, A5, B4)

Spolupráce 
- Piešťanská folková skupina Slniečko (jako host) – zpěv (A3, A6)
- Jan Lauko – hudební režie
- Štefan Danko – zodpovědný redaktor